# Rezerwat przyrody Dobryń
Dobryń – leśny rezerwat przyrody znajdujący się na terenie gminy Zalesie, w powiecie bialskim, w województwie lubelskim.
- powierzchnia (według aktu powołującego) – 86,60 ha
- powierzchnia (dane nadesłane z nadleśnictwa) – 87,66 ha[1]
- rok utworzenia – 1983
- dokument powołujący – Zarządzenie Ministra Leśnictwa i Przemysłu Drzewnego z dnia 22 kwietnia 1983 roku w sprawie uznania za rezerwat przyrody (MP nr 16, poz. 91).
- przedmiot ochrony (według aktu powołującego) – zachowanie lasu o charakterze naturalnym z licznymi drzewami dębu szypułkowego o charakterze pomnikowym.

Teren rezerwatu porastają takie zespoły leśne, jak: ols, łęg olszowo-jesionowy, grąd subkontynentalny. Głównym gatunkiem lasotwórczym jest olsza czarna, której towarzyszy dąb szypułkowy. Z roślin chronionych występuje tu: wawrzynek wilczełyko, podkolan zielonawy, listera jajowata, orlik pospolity czy gnieźnik leśny.
Z rzadszych ptaków występuje orlik krzykliwy i bocian czarny.
Rezerwat znajduje się na terenie Nadleśnictwa Chotyłów (leśnictwo Dobryń). Nie posiada planu ochrony.
W zbliżonych granicach powołano obszar siedliskowy sieci Natura 2000 „Dobryń” PLH060004.
Od południa do rezerwatu przylega droga krajowa nr 2.